# Foundation for Research & Technology - Hellas
Die Foundation for Research & Technology - Hellas (FORTH) (griechisch Ίδρυμα Τεχνολογίας και Έρευνας - ΙΤΕ (n. sg.)) ist ein Forschungszentrum in Griechenland, das dem griechischen Entwicklungsministerium untersteht und durch das Generalsekretariat für Forschung und Technologie gelenkt wird. Es besteht aus sieben Forschungsinstituten, die in verschiedenen griechischen Städten angesiedelt sind: Iraklio, Rethymno, Patras und Ioannina. Das Hauptquartier sowie die Zentralverwaltung befinden sich in Iraklio auf Kreta.
Die Gründung erfolgte im Jahre 1983 als zweite Forschungseinrichtung nach der National Hellenic Research Foundation, besitzt FORTH heute einen internationalen Bekanntheitsgrad und ist eine der größten Forschungsorganisationen in Griechenland.
Der Schwerpunkt von FORTH in Forschung und Technologie liegt auf Gebieten von wissenschaftlichem, sozialem und wirtschaftlichem Interesse, wie zum Beispiel: Computer Science, Molekularbiologie, Lasers, Telekommunikation, Mikroelektronik, Robotik, Biotechnologie, Materialforschung, Medizintechnik, angewandte und Computermathematik, Biomedizin, Mittelmeerstudien, und Historische Studien. FORTH betreibt weiterhin Crete University Press (CUP), einen unabhängigen Wissenschaftsverlag.

## Institute
FORTH besteht derzeit aus folgenden Forschungseinrichtungen:
- Biomedical Research Institute (Ioannina) - BRI
- Institute of Applied Computational Mathematics (Heraklion) - IACM
- Institute of Astrophysics (Heraklion) - IA
- Institute of Chemical Engineering Sciences (Patras) - ICE/HT
- Institute of Computer Science (Heraklion) - ICS
- Institute of Electronic Structure and Laser (Heraklion) - IESL
- Institute of Geoenergy (Chania) - IG
- Institute of Mediterranean Studies (Rethymno) - IMS
- Institute of Molecular Biology & Biotechnology (Heraklion) - IMBB

Von 1987 bis 2000 gehörte das in Thessaloniki beheimatete Chemical Process Engineering Research Institute ebenfalls zu FORTH. Im Jahre 2000 wurde das CPERI von FORTH abgespalten und wurde der Ursprung eines neuen Forschungszentrums, des National Centre for Research and Technology Hellas (CERTH).